# Harold Stephen Black
Harold Stephen Black (* 14. April 1898 in Leominster, Massachusetts; † 11. Dezember 1983) war ein US-amerikanischer Elektronikingenieur.
Black ist als Erfinder des gegengekoppelten Verstärkers bekannt. Die Arbeiten, die zu der Erfindung führten, fanden in der Zeit um 1930 in den Laboratorien der Western Electric Company in den USA statt (Bell Labs). Das Prinzip der Gegenkopplung war von herausragender Bedeutung für die Entwicklung von Telefonverstärkern hoher Qualität. Es bildet darüber hinaus die Basis für fast alle heute in der Praxis eingesetzten Verstärker. Black erhielt 1937 das US-Patent 2102671 für diese Erfindung.
Ähnliche Arbeiten fanden im gleichen Zeitraum auch in Großbritannien (Paul G. A. H. Voigt, britisches Patent 231972) und in den Niederlanden bei Philips (Bernard Tellegen, britisches Patent 323823) statt. Es ist daher umstritten, wer als der erste Erfinder des gegengekoppelten Verstärkers gelten darf.